# Грачья Ачарян (университет)
Ереванский университет «Грачья Ачарян» — учебное заведение Республики Армения. Университет назван в честь Грачьи Ачаряна — армянского филолога.
Университет издавал газету «Аракял» («Апостол»).

## Факультеты
- Международные отношения
- Мировая экономика
- Журналистика
- Иностранные языки
- Логопедия (дефектология)
- Правоведение
- Востоковедение

Отделения персидского, арабского и турецкого языков
- История
- География
- Психология и дошкольная педагогика
- Педагогика и методика начального образования
- Прикладная математика